# Omar Gómez
Omar Gerardo Gómez Galicia (ur. 6 stycznia 1980 w Monterrey) – meksykański piłkarz występujący na pozycji napastnika.

## Kariera klubowa
Gómez pochodzi z miasta Monterrey i jest wychowankiem tamtejszego zespołu CF Monterrey. W meksykańskiej Primera División zadebiutował za kadencji szkoleniowca Tomása Boya – 17 stycznia 1998 w zremisowanym 1:1 spotkaniu z Morelią. Premierowego gola w najwyższej klasie rozgrywkowej strzelił za to 1 sierpnia tego samego roku w wygranej 1:0 konfrontacji z Atlasem. W wyjściowym składzie zaczął się regularnie pojawiać dopiero dwa sezony później. Po czterech latach spędzonych w ekipie Monterrey zdecydował się dołączyć do nowo powstałej drużyny Dorados de Sinaloa z siedzibą w mieście Culiacán, której w sezonie 2003/2004 pomógł awansować z drugiej do pierwszej ligi, jednak zaraz po tym sukcesie opuścił klub.
Wiosną 2006 Gómez podpisał umowę z innym zespołem ze swojego rodzinnego miasta – Tigres UANL, w którego barwach wystąpił w lidze zaledwie jeden raz i triumfował z nim w rozgrywkach InterLigi. Po pół roku bezrobocia zasilił ekipę Atlante FC, gdzie w sezonie Apertura 2007 zdobył mistrzostwo Meksyku, jednak nie rozegrał wówczas ani jednego spotkania, będąc zawodnikiem drugoligowych rezerw – Real de Colima. Latem 2008 powrócił do Dorados, ponownie z drugiej ligi, natomiast karierę zakończył w wieku 29 lat jako zawodnik Guerreros FC.

## Kariera reprezentacyjna
W 1997 roku Gómez znalazł się w składzie reprezentacji Meksyku U–17 na Młodzieżowe Mistrzostwa Świata w Egipcie. Był wówczas podstawowym graczem kadry, rozgrywając wszystkie trzy mecze i strzelając dwa gole w wygranym 5:0 spotkaniu z Nową Zelandią, za to Meksykanie nie zdołali wyjść z grupy.